# Trois dans un moulin
Pour plus de détails, voir Fiche technique et Distribution.
Trois dans un moulin est un film français réalisé en 1936 par Pierre Weill, sorti en 1938.

## Fiche technique
- Titre : Trois dans un moulin
- Réalisation : Pierre Weill
- Scénario : Pierre Weill
- Dialogues : Jean Mitry
- Son : Raymond Gauguier
- Montage : Jean Mitry
- Musique : Jacques Dallin
- Scripte : Lucie Lichtig
- Production : Films Azur
- Pays d'origine :  France
- Genre : comédie
- Durée : 89 minutes
- Date de sortie : 16 mars 1938

## Distribution
- Colette Darfeuil
- Maurice Maillot
- Nino Constantini
- Paul Azaïs
- Georges Péclet
- Jean Fay
- Claire Gérard
- Franck O'Neill
- Léo Lapara
- Raphaël Médina
- Teddy Michaud